# Fluxx
Fluxx è un gioco di carte non collezionabili creato da Andrew Looney. Il numero dei giocatori può variare da 2 a 6. A differenza della maggior parte dei giochi di carte, le regole e le condizioni per la vittoria cambiano durante la partita, grazie alle carte giocate dai giocatori.

## Storia
Fluxx venne ideato da Andrew Looney e pubblicato per la prima volta da Looney Labs nel 1996. Il gioco ottenne un buon successo e i diritti vennero ceduti l'anno successivo alla Iron Crown Enterprises (ICE) per una distribuzione maggiore. La ICE andò in bancarotta due anni dopo e la Looney Labs riottenne i diritti di pubblicazione e distribuzione.
Una nuova versione del gioco fu pubblicata nel 2002.
Sono state pubblicate delle versioni del gioco in tedesco (Amigo Spiele, 2003) e in giapponese (Hobby Japan, 2005).